# Stazione di Yokosuka-Chūō
La stazione di Yokosuka-Chūō (横須賀中央駅) è una stazione ferroviaria giapponese di Yokosuka, città della prefettura di Kanagawa. È servita dalla linea principale delle Ferrovie Keikyū.

## Line
- Ferrovie Keikyū
- Linea Keikyū principale

## Storia
- 1 aprile 1930 - aperta.
- 1 novembre 1941 - è diventata stazione ferroviaria elettrificata.
- 1 maggio 1942 - la stazione ebbe un Tokyo Express.
- 1 giugno 1948 - la stazione è diventata Keihin Electric Express.

## Struttura
La stazione è costituita da due marciapiedi laterali che possono accogliere treni fino a 8 carrozze.
| 1 | ●Linea Keikyū principale | per Uraga e Misaki-guchi                                      |
| 2 | ●Linea Keikyū principale | per Yokohama, per Haneda Aeroporto, Shinagawa e linea Asakusa |

## Stazioni adiacenti
| ←                       | Servizio                             | →                |
| ----------------------- | ------------------------------------ | ---------------- |
| Linea Keikyū principale |                                      |                  |
| Kanazawa-Hakkei         | ●Keikyū Wing ●Esp. Lim. Rapido verde | Horinouchi       |
| Shioiri                 | ●Espresso Limitato Rapido viola      | Horinouchi       |
| Shioiri                 | ●Local                               | Kenritsu Daigaku |